# (881) Athene
(881) Athene ist ein Asteroid des Hauptgürtels, der am 22. Juli 1917 vom deutschen Astronomen Max Wolf in Heidelberg entdeckt wurde. 
Benannt wurde der Asteroid nach der griechischen Göttin Athene.

## Trivia
Der Name des Asteroiden wurde 1944 verwendet für die Taufe des US-amerikanischen Angriffsfrachtschiffs (Attack Cargo Ship) der Artemis-Klasse USS Athene (AKA-22).